# Liste der Kulturdenkmale in Bark
In der Liste der Kulturdenkmale in Bark sind alle Kulturdenkmale der schleswig-holsteinischen Gemeinde Bark (Kreis Segeberg) und ihrer Ortsteile aufgelistet (Stand: 10. März 2025).

## Legende
In den Spalten befinden sich folgende Informationen:
- Objekt-ID: die Nummer des Kulturdenkmales
- Lage: die Adresse des Kulturdenkmales und die geographischen Koordinaten. Kartenansicht, um Koordinaten zu setzen. In der Kartenansicht sind Kulturdenkmale ohne Koordinaten mit einem roten Marker dargestellt und können in der Karte gesetzt werden. Kulturdenkmale ohne Bild sind mit einem blauen Marker gekennzeichnet, Kulturdenkmale mit Bild mit einem grünen Marker.
- Offizielle Bezeichnung: Bezeichnung des Kulturdenkmales
- Beschreibung: die Beschreibung des Kulturdenkmales
- Bild: ein Bild des Kulturdenkmales

## Sachgesamtheiten
| Objekt-ID | Lage                                                    | Offizielle Bezeichnung | Beschreibung | Bild |
| --------- | ------------------------------------------------------- | ---------------------- | --- | ---- |
| 43602     | Schafhauser Landstraße 6 (53° 55′ 14″ N, 10° 10′ 21″ O) | Ehemaliger Hof Lembke  | Ehem. Hof Lembke; nach 1791 – Ende 19. Jh.; an der Abzweigung des Heidmühlerwegs gelegenes Ensemble aus Fachhallenhaus, nach 1791, Stallgebäude, Ende 19. Jh., Nebengebäude, Ende 19. Jh., und Scheune. - Begründung: geschichtlich, Kulturlandschaft prägend - Schutzumfang: Fachhallenhaus, Stallgebäude, Nebengebäude, Scheune | BW   |

## Bauliche Anlagen
| Objekt-ID     | Lage                                                    | Offizielle Bezeichnung | Beschreibung | Bild |
| ------------- | ------------------------------------------------------- | ---------------------- | --- | ---- |
| 5151 Wikidata | Schafhauser Landstraße 6 (53° 55′ 14″ N, 10° 10′ 21″ O) | Fachhallenhaus         | Fachhallenhaus; nach 1791; eingeschossiges, traufständiges Backsteingebäude mit Anbau nach Norden, reetgedecktes Halbwalmdach - Begründung: geschichtlich, Kulturlandschaft prägend - Schutzumfang: gesamtes Objekt - Denkmaltyp: Bauliche Anlage, Sachgesamtheit: ehem. Hof Lembke | BW   |

## Quelle
- Liste der Kulturdenkmale in Schleswig-Holstein – Kreis Segeberg

- Karte mit allen Koordinaten:
- OSM |
- WikiMap